# Прапор Колорадо
Прапор Колорадо (англ. Flag of Colorado) — один із символів американського штату Колорадо.
Прапор штату Колорадо являє собою прямокутне полотнище розділене на три рівновеликі горизонтальні смуги. Верхня і нижня смуги синього кольору, середня — білого кольору. На середині прапора, ближче до древка, зображена кругла буква «С» червоного кольору, заповнена золотим диском.
Синій колір символізує небо, золото — сонячне світло, білий — сніжні гори, червоний — землю.
Прапор запропонував Ендрю Карлайл Карсон у 1911 році та офіційно він був затверджений як прапор штату 5 червня цього ж року.
Однак, закон не визначав розмір літери «С» і відтінки синього і червоного кольорів. Таким чином, деякі прапори розрізнялися кольорами і розміром літери «С». 28 лютого 1929 року, Генеральна Асамблея штату додала до опису прапора, що синій і червоний кольори будуть такого ж відтінку як на прапорі Сполучених Штатів. 31 березня 1964, було зазначено, що діаметр золотого диска повинен бути рівним 1/3 ширини прапора.

Дорожній знак штату Колорадо, що позначає номер шосе

## Попередні прапори Колорадо

5 червня 1911 — 31 березня 1964
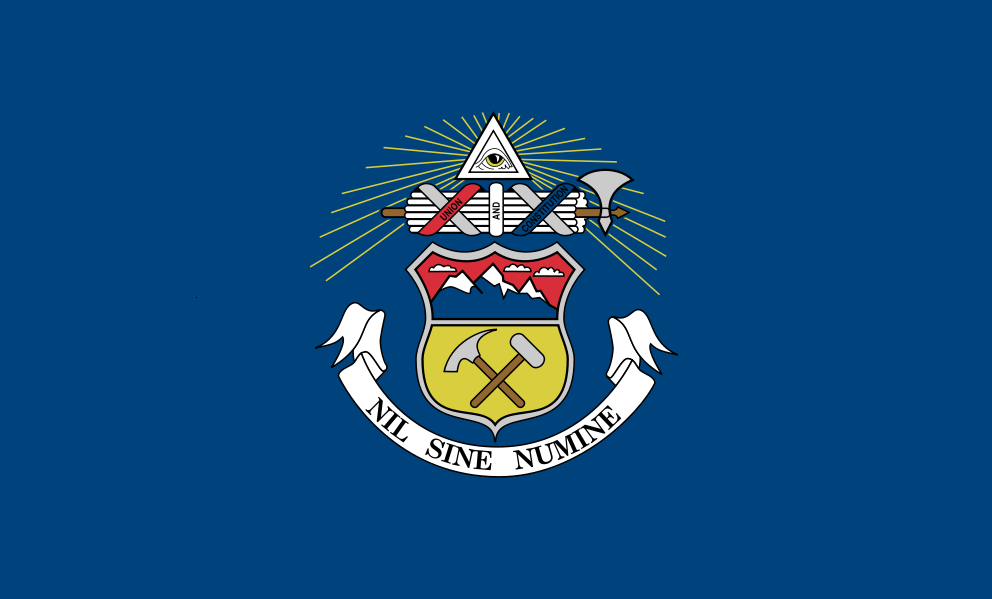
9 квітня 1907 — 5 червня 1911